# Volker Knappheide
Volker Knappheide (* 28. März 1966) ist ein ehemaliger deutscher Fußballspieler.

## Karriere
Knappheide erlernte das Fußballspielen bei Schwarz-Weiß Essen, von wo er 1985 zum VfL Bochum in die Bundesliga wechselte. In Bochum spielte er zwei Jahre, konnte sich aber gegen Größen wie Thomas Kempe und Michael Lameck nicht durchsetzen: Er absolvierte lediglich sieben Spiele und erzielte ein Tor. Anschließend wechselte er zurück zu seinem Heimatverein, Schwarz-Weiß Essen, für den er die nächsten zehn Jahre spielte.